# Зукова, Барбара
Ба́рбара Зу́кова (нем. Barbara Sukowa; род. 2 февраля 1950, Бремен) — немецкая актриса театра и кино, певица.

## Биография
Барбара Зукова родилась 2 февраля 1950 года в Бремене.
Окончила школу в 1968 году. По завершении учёбы в Драматической студии Макса Рейнхарда (1971) служила актрисой ряда театров в Западном Берлине, Франкфурте-на-Майне и Гамбурге. В 1983 году была признана лучшей театральной актрисой года в ФРГ.
В кино с 1973 года, наибольшую известность актрисе принесли роли в фильмах режиссёров Райнера Вернера Фасбиндера, Маргареты фон Тротты, Фолькера Шлёндорфа, Ларса фон Триера. Победитель и номинант престижных кинематографических наград. Признавалась лучшей исполнительницей женской роли на Каннском фестивале («Роза Люксембург», реж. Маргарета фон Тротта), на Венецианском фестивале («Свинцовые времена», реж. Маргарета фон Тротта) и на ежегодной премии Европейской академии кино («Европа», реж. Ларс фон Триер).
В конце 1980-х годов серьёзно занялась пением, исполняла классический репертуар. Позднее организовала рок-группу «Barbara Sukowa & The X-Patsys».
В 2022 году вышел биографический фильм «Быть Сальвадором Дали» Мэри Хэррон. Роль Сальвадора Дали в ленте исполнил Бен Кингсли, роль Галы — Барбара.

## Личная жизнь
Была замужем за немецким актёром Хансом-Микаэлем Ребергом. Встречалась с польским актёром Даниэлем Ольбрыхским (у них общий сын Виктор Лонго-Ольбрыхский). С 1992 года живёт в Нью-Йорке с мужем — американским художником и фотографом Робертом Лонго.

## Избранная фильмография
- 1977 — Женщины в Нью-Йорке / Frauen in New York — Кристал Аллен
- 1980 — Берлин, Александерплац / Berlin Alexanderplatz — Мице
- 1981 — Свинцовые времена / Die Bleierne Zeit — Марианна Кляйн
- 1981 — Лола / Lola — Лола
- 1983 — Экватор / Équateur — Адель
- 1986 — Роза Люксембург / Die Geduld der Rosa Luxemburg — Роза Люксембург
- 1987 — Сицилиец / The Sicilian — Камилла
- 1987 — Возлюбленный / Die Verliebten — Катарина
- 1991 — Хомо Фабер / Homo Faber — Ханна
- 1991 — Европа / Europa — Катарина Хартман
- 1993 — М. Баттерфляй / M. Butterfly — Жанна Галлимар
- 1995 — Джонни-мнемоник / Johnny Mnemonic — Анна Колманн
- 1997 — Убийца в офисе / Office Killer — Вирджиния
- 1999 — Колыбель будет качаться / Cradle Will Rock — София Сильвано
- 1999 — Третье чудо / The Third Miracle — Хелен
- 2001 — 13 разговоров об одном / Thirteen Conversations About One Thing — Хелен
- 2003 — Хиранкль / Hierankl — Розмари
- 2004 — Другая женщина / Die Andere Frau — Вера
- 2005 — Любовь и сигареты / Romance & Cigarettes — Грейс
- 2008 — Открытие карривурста / Die Entdeckung der Currywurst — Лена Брюкнер
- 2009 — Вероника решает умереть / Veronika Decides to Die — миссис Деклава
- 2009 — Видения — из жизни Хильдегарды фон Бинген / Vision — Aus dem Leben der Hildegard von Bingen — Хильдегарда фон Бинген
- 2012 — Ханна Арендт / Hannah Arendt — Ханна Арендт
- 2015 — 12 обезьян — Доктор Джонс
- 2017 — Взрывная блондинка / Atomic Blonde — коронер, который отвечает за передачу тела Гаскойна Лоррейн
- 2018 — Глория Белл / Gloria Bell — Мелинда
- 2022 — Быть Сальвадором Дали / Dali Land — Гала Дали
- 2023 — Рой / The Swarm — Проф. Катерина Леманн